# Ніжний бар
«Ніжний бар» (англ. The Tender Bar) — художній фільм режисера Джорджа Клуні. Головні ролі в ньому зіграють Бен Аффлек і Тай Шерідан.

## Сюжет
Літературною основою фільму став роман Джона Морінгера «Ніжний бар», який вперше був опублікований в 2005 році. Його головний герой — молодий хлопець, який, щоб знайти заміну батькові, знайомиться в барі з дорослими чоловіками.

## В ролях
- Бен Аффлек — Дядько Чарлі
- Тай Шерідан — Джон Морінгер
  - Рон Лівінгстон — дорослий Джон
- Лілі Рейб — Дороті Морінгер
- Крістофер Ллойд — дідусь
- Макс Мартіні — Джонні Майклз

## Виробництво
Картину знімають на замовлення Amazon Studios. Виробництвом займається кінокомпанія Джорджа Клуні Smokehouse Pictures, продюсерами стали Грант Хеслов і Тед Хоуп. Зйомки почалися 22 лютого 2021 року.